# Hawa (film)
Hawa è un film del 2022 diretto da Maïmouna Doucouré.

## Trama
Hawa è una ragazza di 13 anni che vive con la nonna gravemente malata. La ragazza rifiuta tutte le alternative per far sì che possa essere adottata. Un giorno, tuttavia, capisce che l'unica persona che può adottarla è Michelle Obama, in visita a Parigi.

## Distribuzione
Il film è stato distribuito in Francia il 13 settembre 2022 mentre in Italia sulla piattaforma Amazon Prime Video il 9 dicembre 2022.